# Guerres romano-étrusques
Les guerres romano-étrusques sont une série de guerres entre la Rome antique et les Étrusques, dès les premières années de l'histoire de Rome jusqu'à la fin de la conquête romaine de l'Étrurie en 264 av. J.-C.

## Avant la fondation de Rome
Selon la légende romaine sur la création de Rome, relayée par Tite-Live, les Étrusques, menés par le roi Mézence allié au roi Turnus du peuple des Rutules, ont attaqué les Latins et les Troyens en exil, respectivement dirigés par Latinus et Énée. Les Latins et les Troyens sortirent victorieux, mais Énée fut tué dans la bataille. La paix fut ensuite conclue sur la base que le Tibre serait la frontière commune entre les Étrusques et les Latins.

## Sous la Royauté romaine

### Selon les historiens modernes
Si l'on suit la tradition,, la rivalité entre les deux villes remonte aux temps de Romulus et d'Ancus Marcius, mais il semble au contraire que les relations entre les deux villes sont bonnes à l'époque de la Royauté romaine (les trois derniers rois de Rome sont d'origine étrusque : Tarquin l'Ancien, Servius Tullius et Tarquin le Superbe) et que la rivalité entre Véies et Rome n'apparaît qu'au début de la République romaine.

### Selon les auteurs antiques

#### Sous Romulus
Au VIIIe siècle av. J.-C., sous le règne du premier roi de Rome, Romulus, les Fidénates (un peuple étrusque) décide de détruire Rome, car il considère la cité comme une menace pour l'avenir, et ils commencèrent à prendre du territoire à Rome. Romulus décida de marcher sur Fidènes et de camper à un mile de la cité. Préparant une embuscade dans les fourrés, Romulus décide d'emmener le reste de son armée aux portes de Véies pour provoquer la sortie des Fidénates de leur ville. Voyant le départ de l'armée romaine pour Véies, les Fidénates sortirent à leur poursuite et sont pris dans l'embuscade de Romulus. Les troupes romaines poursuivent les habitants de Fidènes jusqu'aux portes de la ville, que ceux-ci ne peuvent refermer à cause de la proximité des soldats romains qui les poursuivent et la ville est prise.
Les habitants de Véies furent préoccupés par la situation de Fidènes, tant en raison de sa proximité avec Véies que dans leur proximité culturelle (ce sont deux cités étrusques), et par conséquent lancèrent une incursion en territoire romain. Après l'incursion, l'armée de Véies retourna à Véies avec le butin pris. Romulus et l'armée romaine les suivirent et les rattrapèrent devant les murailles de Véies, la bataille s'engagea. Les Romains furent vainqueurs et l'armée de Véies se replia dans la ville. Les Romains, n'ayant pas la force de prendre la ville d'assaut, se contentèrent de dévaster le territoire. Véies demanda la paix, et un traité de cent ans fut conclu entre Véies et Rome en échange d'une partie du territoire de Véies.
Dans la deuxième guerre avec Fidènes et Véies au VIIe siècle av. J.-C., Tite-Live décrit Fidènes comme une colonie romaine. Il se peut que la colonie ait été établie après la victoire de Romulus.

#### Sous Tullus Hostilius
Au VIIe siècle av. J.-C., sous le règne de troisième roi de Rome, Tullus Hostilius, les Fidénates et les habitants de Véies s'allièrent de nouveau contre Rome. Selon Tite-Live, ils furent incités à la guerre par Mettius Fufetius, le dictateur d'Albe la Longue, qui avait été défait par les Romains et était devenu, en substance, un vassal de Rome.
Les Fidénates se révoltèrent ouvertement contre Rome. Tullus Hostilius convoqua Mettius Fufetius et son armée d'Albe la Longue et, de concert avec l'armée romaine, marcha sur Fidènes. L'armée romaine et l'armée d'Albe la Longue franchirent l'Anio et campèrent près de la jonction de l'Anio et du Tibre. L'armée de Véies traversa également le Tibre et, avec les Fidénates, formèrent une ligne de bataille près de la rivière (les plus proches de la rivière étant l'armée de Véies et les plus proches des montagnes étant les Fidénates). L'armée "romano-albaine" fit face à cette ligne de bataille, les Romains étant face à l'armée de Véies et l'armée d'Albe faisant face aux Fidénates.
La bataille commença, mais Mettius Fufetius et ses troupes d'Albe la Longue se dirigèrent lentement vers les montagnes, avec l'intention de déserter. Tullus Hostilius exhortait ses troupes, en leur disant que l'armée d'Albe la Longue avait fait mouvement sur ses ordres. Les Fidénates, qui, étant des colons romains comprenait le latin, entendirent ce que disait Tullus Hostilius au sujet d'Albe la Longue et craignant que l'armée d'Albe la Longue charge sur leurs arrières: ils décidèrent de fuir la bataille. Les Romains mirent ensuite en déroute l'armée de Véies.

#### Sous Servius Tullius
Au VIe siècle av. J.-C., selon Tite-Live, le sixième roi de Rome Servius Tullius entra en guerre contre Véies (après l'expiration d'une trêve conclut quelques années auparavant) et les Étrusques. Peu de choses sont connues de cette guerre, sauf sur le roi de Rome qui se fait remarquer par son courage et sa bonne fortune, quand il mit en déroute une grande armée des Étrusques et des habitants de Véies. Cette guerre aida Servius Tullius à consolider sa position à Rome, alors qu'il était récemment devenu roi.

## Sous la République romaine
Les épisodes des guerres romano-étrusques du Ve siècle av. J.-C. contre Véies jusqu'à la prise de Volsinies en 264 av. J.-C. sont des évènements historiques principalement connus par l'historiographie romaine, en particulier Tite-Live, et la recherche archéologique vient parfois confirmer certains évènements. L'historien romain a tendance à minimiser les revers subis par les Romains alors qu'il détaille davantage les victoires.
La durée des affrontements entre Romains et Étrusques, qui s'étendent sur plus de deux siècles, témoigne de la difficulté pour Rome à vaincre des Étrusques qui se montrent cependant désordonnés et désunis pour lutter. Chaque cité étrusque mène sa propre politique et on dénote pendant ces deux siècles une absence de cohésion au sein de la ligue étrusque,.

### Liste des articles détaillés
- Histoire militaire étrusque
- Casque de Negau
- Bataille de Cumes
- Guerres romano-étrusques
  - Guerres entre Rome et Véies (482 - 396), dont bataille du Crémère
    - Première guerre (485 - 474)
    - Deuxième guerre (438 - 425), deuxième guerre de Véies
    - Troisième guerre (406 - 396), prise de Véies

  - Guerre romano-étrusque (389 - 386 av. J.-C.)
  - Guerre romano-étrusque (358 - 351 av. J.-C.)
  - Guerre romano-étrusque (311 - 308 av. J.-C.), partie de la deuxième guerre samnite
  - Troisième guerre samnite
  - Conquête romaine de l'Étrurie qui se termine en l’an 264 av. J.-C.

### Traduction commentée de Tite-Live
- Annette Flobert (préf. Jacques Heurgon), Histoire romaine, Flammarion, 1995, volume I, « Livres I à V, de la fondation de Rome à l'invasion gauloise », 643 p.  (ISBN 978-2-080-70840-3)